# Natatok Éfaté
Le Natatok Éfaté est un parti politique des années 1970 au condominium des Nouvelles-Hébrides.

## Histoire
Les Nouvelles-Hébrides sont une colonie gouvernée conjointement par la France et le Royaume-Uni depuis le début du XXe siècle. À partir des années 1960 et surtout à partir du début des années 1970, plusieurs mouvements et partis politiques émergent dans l'archipel, dont notamment le Vanua'aku Pati (anglophone, protestant, progressiste, indépendantiste) et l'Union des communautés des Nouvelles-Hébrides (UCNH, francophone, opposée à une indépendance trop rapide du pays).
En amont des élections législatives de novembre 1977, le parti Natatok Éfaté est fondé le 23 juillet 1977 avec pour président Jack Kalotiti. Le nom du parti signifie « natifs de l’île d'Éfaté », et il revendique une autonomie politique locale. Il se crée en premier lieu en opposition aux prises de position du Vanua'aku Pati : Ce dernier demande que la colonie obtienne immédiatement l'indépendance, et entend supprimer le français de l'enseignement pour ne conserver que l'anglais. Le Natatok Éfaté defend le maintien du bilinguisme dans les écoles, et prône une période d'autonomie politique « comme étape d’apprentissage incontournable sur la voie menant à la démocratie » avant toute indépendance. Il rassemble à la fois des anglophones et des francophones, mais est proche politiquement des partis francophones en raison de l'hostilité du Vanua'aku Pati envers eux et envers la langue française. Dans le cadre de la campagne électorale, le Vanua'aku Pati qualifie d'ailleurs le Natatok Éfaté d'« ennemi du peuple à la solde du gouvernement français et des colons français voleurs de terre »,. Le Natatok est par ailleurs l'un des divers partis régionalistes associés aux grands partis francophones, les autres étant notamment le Nagriamel et le Tabwemassana sur l'île d'Espiritu Santo, et le mouvement John Frum et le parti Kapiel sur l'île de Tanna.
Avec sept candidats, le parti remporte cinq des trente-neuf sièges à l'Assemblée représentative des Nouvelles-Hébrides. Les indépendantistes ayant boycotté le scrutin, les divers partis francophones, dits « partis modérés » par opposition aux indépendantistes radicaux, forment un gouvernement de coalition, le premier gouvernement responsable et autochtone de l'histoire de la colonie. George Kalsakau, du Natatok Éfaté, est choisi comme ministre-en-chef, même s'il est le seul représentant de ce parti au gouvernement,. Le Vanua'aku Pati ne reconnait pas ce gouvernement, et tente de proclamer son propre gouvernement à travers les îles du pays. En réponse, le 29 novembre, Jack Kalotiti pour le Natatok et Vincent Boulekone pour l'Union tan (le principal parti à l'Assemblée et au gouvernement) mènent une manifestation de centaines de francophones devant les locaux du Vanua'aku Pati à Port-Vila ; ils parviennent à empêcher les indépendantistes à hisser leur drapeau dans la capitale, et entonnent la Marseillaise pour célébrer leur victoire symbolique. George Kalsakau poursuit néanmoins les négotiations avec le Vanua'aku Pati en vue d'un gouvernement d'union nationale. Celles-ci aboutissent en décembre 1978, date à laquelle le ministre-en-chef cède son poste à Gérard Leymang ; le gouvernement Leymang inclut Maxime Carlot, ministre de l'Intérieur, comme représentant du Natatok.
Pour les élections législatives de novembre 1979, la quasi-totalité des « partis modérés » (francophones) s'unissent en un « Parti fédéral des Nouvelles-Hébrides ». L'indépendance à court terme semblant désormais inévitable, les modérés demandent un État fédéral avec une forte décentralisation et dévolution du pouvoir aux différentes îles, tandis que le Vanua'aku Pati mène campagne pour un État unitaire et centralisé sous son autorité. Le Natatok Éfaté s'associe au Parti fédéral mais présente ses propres candidats aux élections, uniquement à Éfaté : quatre candidats, dont Jack Kalotiti et George Kalsakau. Dans le cadre de l'entente entre les modérés, le Parti fédéral ne présente pas de candidats contre eux, mais les candidats du Natatok sont tous battus par des candidats du Vanua'aku Pati. Le Vanua'aku Pati remporte les élections, forme seul un gouvernement sans les modérés, et mène le pays à l'indépendance en juillet 1980 ; les Nouvelles-Hébrides deviennent le Vanuatu. 
En 1981, les partis modérés fusionnent en une Union des partis modérés. Le 25 juillet 2011, toutefois, le ministre des Affaires étrangères Alfred Carlot inaugure au village d'Erakor une refondation du parti Natatok, avec pour nom complet le parti Natatok démocrate populaire et autochtone (PNDPA ou Natatok). Il se présente comme un parti chrétien qui se soucie de l'intérêt de la nation vanuataise dans son ensemble, bien qu'étant ancré sur l'île d'Éfaté. Il obtient deux sièges aux élections législatives de 2012, et un seul à celles de 2016, qu'il perd aux élections de 2020,. Il semble avoir ensuite disparu à nouveau, ne présentant aucun candidat aux élections de 2022.

## Sièges au Parlement
Sièges obtenus à l'Assemblée représentative par la première version du parti Natatok, durant l'ère coloniale :
| Élection | Sièges |
| -------- | ------ |
| 1977     | 5 / 39 |
| 1979     | 0 / 39 |

Sièges obtenus au Parlement de Vanuatu par la nouvelle version du parti Natatok aux élections auxquelles il présente des candidats :
| Élection | Sièges |
| -------- | ------ |
| 2012     | 2 / 52 |
| 2016     | 1 / 52 |
| 2020     | 0 / 52 |